# 掛川市農業協同組合
掛川市農業協同組合（かけがわしのうぎょうきょうどうくみあい）は、静岡県掛川市に本所を置く農業協同組合。

## 事業区域
事業区域は掛川市の北部と旧掛川市域である。
大東・大須賀地区（旧大東町、旧大須賀町）は遠州夢咲農業協同組合の事業区域である。

## 事業内容
- 金融事業
- 共済事業
- 経済事業
- 加工事業
- 指導事業

## 地域の主な産物
- 茶
- バラ
- イチゴ
- 葛布

など。